# Paolo Alborghetti
Paolo Alborghetti (Bergamo, 23 aprile 1987) è un pallavolista italiano.
Gioca nel ruolo di centrale nell'Olimpia Bergamo.

## Carriera

### Club
La carriera di Paolo Alborghetti comincia nelle giovanili dell'Olimpia Bergamo nel 2004: nella stagione 2008-09 viene promosso in prima squadra, nel campionato di Serie B1.
Nella stagione 2010-11 fa il suo esordio nella pallavolo professionistica ingaggiato dalla Gabeca di Monza, in Serie A1; tuttavia nella stagione successiva torna alla squadra orobica, in Serie B1, dove milita per altre tre annate.
Nella stagione 2014-15 veste la maglia della neopromossa Tuscania, in Serie A2, mentre in quella successiva passa al Civita Castellana e in quella 2016-17 alla Libertas Brianza di Cantù.
Per il campionato 2017-18 si accasa alla Top Volley Lamezia, in Serie B, con cui conquista la promozione nella serie cadetta, categoria dove milita nella stagione successiva difendendo i colori del Cuneo.
Nella stagione 2019-20 torna all'Olimpia Bergamo, sempre in Serie A2, con cui si aggiudica la Coppa Italia di Serie A2/A3.

## Palmarès

### Club
- Coppa Italia di Serie A2/A3: 1

2019-20